# Biblioteksbind
Biblioteksbind (eller biblioteksindbinding) er en særlig robust indbinding af bøger, der er udsat for megen brug og slitage. Uden en sådan indbinding ville det være nødvendigt oftere at erstatte eller reparere de hyppigt brugte bøger.  
Et afvaskeligt bogbind kan fås ved at anvende et stærkt appreteret indbingsmateriale som for eksempel pluviusin.
Til biblioteksindbindinger kan det være en fordel at bruge lav fals, da belastningen ved åbning af bogen fordeles over en større flade; det ses tydeligst på billedet herunder. Man kan derfor bruge et kraftigere indbindingsmateriale og få en mere holdbar bog velegnet til biblioteker.
DS/ISO 14416:2003 vedrører indbinding af bøger og tidsskrifter til arkiv- og biblioteksbrug.
- Materialet buckram anvendt til biblioteksindbindinger i forskellige farver[3]
- Dyb fals og nederst lav fals[1]